# 다테코시역
다테코시역(일본어: 館腰駅)은 일본 미야기현 나토리시에 있는 동일본 여객철도 도호쿠 본선의 역이다. 이와누마역부터 상호 운행되는 조반선의 열차도 이용가능하다. 상대식 승강장 2면 2선의 구조를 지닌 지상역이다.

## 타는 곳
| 1 | ■ 도호쿠 본선 | (하행) | 센다이 · 리후 · 마쓰시마 · 고고타 방면 |  |
| 2 | ■ 도호쿠 본선 | (상행) | 이와누마 · 시로이시 · 후쿠시마 방면    |  |
| 2 | ■ 조반선      |        | 이와누마 · 와타리 · 하라노마치 방면    |  |

## 이용 현황
| 연도     | 하루 평균 승차 인원 | 연도     | 하루 평균 승차 인원 |
| 2000년도 | 2,268               | 2006년도 | 2,361               |
| 2001년도 | 2,373               | 2007년도 | 2,093               |
| 2002년도 | 2,351               | 2008년도 | 2,069               |
| 2003년도 | 2,353               | 2009년도 | 1,927               |
| 2004년도 | 2,397               | 2010년도 | 1,846               |
| 2005년도 | 2,409               |          |                     |
| -------- | ------------------- | -------- | ------------------- |

## 인접 정차역
| 도호쿠 본선            | 도호쿠 본선              | 도호쿠 본선        |
| ---------------------- | ------------------------ | ------------------ |
| 이와누마 후쿠시마 방면 | ■ 도호쿠 본선 · ■ 조반선 | 나토리 센다이 방면 |